# Молан (Во)
Молан (фр. Mollens) — громада  в Швейцарії в кантоні Во, округ Морж.

## Географія
Громада розташована на відстані близько 95 км на південний захід від Берна, 22 км на захід від Лозанни.
Молан має площу 11 км², з яких на 2,3% дозволяється будівництво (житлове та будівництво доріг), 46,7% використовуються в сільськогосподарських цілях, 50,3% зайнято лісами, 0,7% не є продуктивними (річки, льодовики або гори).

## Демографія
2019 року в громаді мешкало 307 осіб (+10% порівняно з 2010 роком), іноземців було 18,6%. Густота населення становила 28 осіб/км².
За віковим діапазоном населення розподілялося таким чином: 18,2% — особи молодші 20 років, 66,4% — особи у віці 20—64 років, 15,3% — особи у віці 65 років та старші. Було 119 помешкань (у середньому 2,6 особи в помешканні).